# Ministre de l'Innovation, des Sciences et de l'Industrie
Le ministre de l'Innovation, des Sciences et de l'Industrie (en anglais : Minister of Innovation, Science and Industry) est le ministre responsable de la politique innovative, scientifique et industrielle du gouvernement fédéral du Canada, dirigeant Innovation, Sciences et Développement économique Canada. Depuis mars 2025, la fonction est nommée ministre de l'Industrie et son titulaire est Mélanie Joly.

## Historique
Le poste de ministre de l'Industrie, des Sciences et de la Technologie est créé le 23 février 1990 en replacement du poste de ministre de l'Expansion industrielle régionale.
Jusqu'au 20 novembre 2019, l'intitulé de la fonction est ministre de l'Innovation, des Sciences et du Développement économique, date à laquelle le portefeuille du développement est transféré au ministre du Développement économique et des Langues officielles, poste nouvellement créé. Le ministre assure également la fonction de registraire général du Canada.

## Liste des titulaires
| Titulaire Parti                                                       | Titulaire Parti                                                       | Titulaire Parti                                                       | Début                                                                 | Fin                                                                   | Cabinet          |
| --------------------------------------------------------------------- | --------------------------------------------------------------------- | --------------------------------------------------------------------- | --------------------------------------------------------------------- | --------------------------------------------------------------------- | ---------------- |
| Ministre de l'Industrie, des Sciences et de la Technologie            | Ministre de l'Industrie, des Sciences et de la Technologie            | Ministre de l'Industrie, des Sciences et de la Technologie            | Ministre de l'Industrie, des Sciences et de la Technologie            | Ministre de l'Industrie, des Sciences et de la Technologie            | 24e (Mulroney)   |
|                                                                       |                                                                       | Benoît Bouchard Progressiste-conservateur                             | 23 février 1990                                                       | 20 avril 1991                                                         | 24e (Mulroney)   |
|                                                                       |                                                                       | Michael Wilson Progressiste-conservateur                              | 21 avril 1991                                                         | 24 juin 1993                                                          | 24e (Mulroney)   |
| Ministre de l'Industrie et des Sciences                               | Ministre de l'Industrie et des Sciences                               | Ministre de l'Industrie et des Sciences                               | Ministre de l'Industrie et des Sciences                               | Ministre de l'Industrie et des Sciences                               | 25e (Campbell)   |
|                                                                       |                                                                       | Jean Charest Progressiste-conservateur                                | 25 juin 1993                                                          | 3 novembre 1993                                                       | 25e (Campbell)   |
| Ministre de l'Industrie                                               | Ministre de l'Industrie                                               | Ministre de l'Industrie                                               | Ministre de l'Industrie                                               | Ministre de l'Industrie                                               | 26e (Chrétien)   |
|                                                                       |                                                                       | John Manley Libéral                                                   | 4 novembre 1993                                                       | 16 octobre 2000                                                       | 26e (Chrétien)   |
|                                                                       |                                                                       | Brian Tobin Libéral                                                   | 17 octobre 2000                                                       | 14 janvier 2002                                                       | 26e (Chrétien)   |
|                                                                       |                                                                       | Allan Rock Libéral                                                    | 14 janvier 2002                                                       | 11 décembre 2003                                                      | 26e (Chrétien)   |
|                                                                       |                                                                       | Lucienne Robillard Libéral                                            | 12 décembre 2003                                                      | 19 juillet 2004                                                       | 27e (Martin)     |
|                                                                       |                                                                       | David Emerson Libéral                                                 | 20 juillet 2004                                                       | 5 février 2006                                                        | 27e (Martin)     |
|                                                                       |                                                                       | Maxime Bernier Conservateur                                           | 6 février 2006                                                        | 14 août 2007                                                          | 28e (Harper)     |
|                                                                       |                                                                       | Jim Prentice Conservateur                                             | 14 août 2007                                                          | 29 octobre 2008                                                       | 28e (Harper)     |
|                                                                       |                                                                       | Tony Clement Conservateur                                             | 30 octobre 2008                                                       | 17 mai 2011                                                           | 28e (Harper)     |
|                                                                       |                                                                       | Christian Paradis Conservateur                                        | 18 mai 2011                                                           | 14 juillet 2013                                                       | 28e (Harper)     |
|                                                                       |                                                                       | James Moore Conservateur                                              | 15 juillet 2013                                                       | 4 novembre 2015                                                       | 28e (Harper)     |
| Ministre de l'Innovation, des Sciences et du Développement économique | Ministre de l'Innovation, des Sciences et du Développement économique | Ministre de l'Innovation, des Sciences et du Développement économique | Ministre de l'Innovation, des Sciences et du Développement économique | Ministre de l'Innovation, des Sciences et du Développement économique | 29e (J. Trudeau) |
|                                                                       |                                                                       | Navdeep Bains Libéral                                                 | 4 novembre 2015                                                       | 19 novembre 2019                                                      | 29e (J. Trudeau) |
| Ministre de l'Innovation, des Sciences et de l'Industrie              |                                                                       |                                                                       |                                                                       |                                                                       | 29e (J. Trudeau) |
|                                                                       |                                                                       | Navdeep Bains Libéral                                                 | 20 novembre 2019                                                      | 12 janvier 2021                                                       | 29e (J. Trudeau) |
|                                                                       |                                                                       | François-Philippe Champagne Libéral                                   | 12 janvier 2021                                                       | 14 mars 2025                                                          | 29e (J. Trudeau) |
|                                                                       |                                                                       | Anita Anand Libéral                                                   | 14 mars 2025                                                          | 13 mai 2025                                                           | 30e (Carney)     |
| Ministre de l'Industrie                                               |                                                                       |                                                                       |                                                                       |                                                                       | 30e (Carney)     |
|                                                                       |                                                                       | Mélanie Joly Libéral                                                  | 13 mai 2025                                                           | En fonction                                                           | 30e (Carney)     |

| Début           | Fin             | Ministère responsable                                   |
| --------------- | --------------- | ------------------------------------------------------- |
| 23 février 1990 | 28 mars 1995    | Industrie, Sciences et Technologie Canada               |
| 29 mars 1995    | 3 novembre 2015 | Industrie Canada                                        |
| 4 novembre 2015 | en cours        | Innovation, Sciences et Développement économique Canada |

### Anciens postes

#### Postes ministériels
- Ministre de l'Expansion industrielle régionale (1983-1990) ;
- Ministre des Sciences (1990-2019) ;
  - De 1990 à 1993, puis à nouveau de 2008 à 2019, un poste distinct est établi pour les sciences (et technologies jusqu'en 2015).

#### Postes de ministre d'État
- Ministre d'État chargé des Sciences et de la Technologie (1971-1990).